# 36th Ohio Infantry
Le 36th Ohio Infantry (36e régiment d'infanterie) est un régiment d'infanterie ayant servi dans l'armée de l'Union durant la guerre de Sécession. Recruté dans plusieurs comtés du sud-est de l'Ohio, le régiment participe à plusieurs batailles dans le théâtre oriental avant d'être transféré temporairement dans le théâtre occidental. En 1864, il revient dans l'Est et prend part aux campagnes de la vallée de 1864.